# Obispado castrense de El Salvador
El obispado castrense de El Salvador u ordinariato militar de El Salvador es una circunscripción eclesiástica de la Iglesia católica en El Salvador. Se trata de un ordinariato militar latino, inmediatamente sujeto a la Santa Sede. Desde el 13 de junio de 2024 el ordinario militar electo es el presbítero Reinaldo Sorto Martínez.

## Territorio y organización
El ordinariato militar tiene jurisdicción personal peculiar ordinaria y propia sobre los fieles católicos militares de rito latino (y otros fieles definidos en los estatutos), incluso si se hallan fuera de las fronteras del país, pero los fieles continúan siendo feligreses también de la diócesis y parroquia de la que forman parte por razón del domicilio o del rito, pues la jurisdicción es cumulativa con el obispo del lugar. Los cuarteles y los lugares reservados a los militares están sometidos primera y principalmente a la jurisdicción del ordinario militar, y subsidiariamente a la jurisdicción del obispo diocesano cuando falta el ordinario militar o sus capellanes. El ordinariato tiene su propio clero, pero los obispos diocesanos le ceden sacerdotes para llevar adelante la tarea de capellanes militares de forma exclusiva o compartida con las diócesis. 
Según el Reglamento del ordinariato militar en El Salvador aprobado por la Conferencia Episcopal de El Salvador el 23 de noviembre de 1984:

Art. 1. La jurisdicción del Ordinariato Militar, de su Vicario General y de los Capellanes, es:
a) personal: se extiende a los miembros de la Fuerza Armada en servicio activo, a sus esposas e hijos, cuando vivan en su compañía, a los alumnos de las Academias y de las Escuelas Militares, lo mismo que al personal administrativo, empleados y servicio doméstico;
b) ordinaria: es decir, que es autónoma, tanto en el fuero interno, corno en el externo;
c) propia: es decir, que le es exclusiva pero al mismo tiempo se aúna a la jurisdicción del Obispo Diocesano.

La sede del ordinariato militar se encuentra en la Colonia Las Mercedes en San Salvador. En 2014 se anunciaron los planes para la construcción de la catedral castrense Virgen del Rosario en Nuevo Cuscatlán en el departamento de La Libertad. La curia del ordinariato militar está formada por el ordinario militar, el o los vicarios generales y el secretario general.
En 2021 en el ordinariato militar existían 37 capellanías. De acuerdo al reglamento, debe haber un capellán para cada brigada, destacamento o batallón de la Fuerza Armada, mientras que en los Cuerpos de Seguridad Pública su número es variable según la necesidad.

## Historia
Durante la dominación colonial de España sobre la región la atención espiritual de los militares era ejercida por capellanes dependientes del patriarca de las Indias Occidentales, quien era vicario general de los ejércitos españoles con jurisdicción en tierra y mar. Esa organización fue establecida en 1736 por el papa Clemente XII a instancias del rey Felipe V, mediante el breve Quoniam exercitibus, estableciendo la capellanía mayor y posteriormente uniendo ese cargo al patriarca. El arzobispo de Guatemala recibía por delegación el cargo de teniente vicario castrense. 
En 1764 el papa Clemente XII dictó el breve Apostolices benignitates, por el cual declaró súbditos de la jurisdicción eclesiástica castrense a cuantos militares estuviesen bajo las banderas del rey por mar y tierra.
En 1968 la Santa Sede y el Gobierno de El Salvador celebraron el Convenio sobre la jurisdicción eclesiástica castrense y asistencia religiosa de la Fuerza Armada y Cuerpos de Seguridad, por lo que el vicariato castrense en El Salvador fue erigido el 25 de marzo de 1968 con el decreto De erigendo Vicariatu Castrensi de la Congregación para los Obispos.
El 23 de noviembre de 1984 la Conferencia Episcopal de El Salvador aprobó el Reglamento del ordinariato militar en El Salvador.
Mediante la promulgación de la constitución apostólica Spirituali Militum Curae por el papa Juan Pablo II el 21 de abril de 1986 los vicariatos militares fueron renombrados como ordinariatos militares o castrenses y equiparados jurídicamente a las diócesis. Cada ordinariato militar se rige por un estatuto propio emanado de la Santa Sede y tiene a su frente un obispo ordinario nombrado por el papa teniendo en cuenta los acuerdos con los diversos Estados. 
En 1997 el presidente de El Salvador decretó el Reglamento Especial para la Jurisdicción Eclesiástica Militar, mediante el cual el vicario castrense fue asimilado al grado de general de brigada y los capellanes militares el grado de capitanes.
El 7 de julio de 2004 la Congregación para el Culto Divino y la Disciplina de los Sacramentos confirmó a Nuestra Señora del Rosario como patrona principal del ordinariato.

## Estadísticas
Según el Anuario Pontificio 2022 el ordinariato militar tenía a fines de 2021 un total de 39 sacerdotes.
| Año                                                                             | Población            | Población | Población      | Sacerdotes | Sacerdotes    | Sacerdotes    | Bautizados por sacerdote | Diáconos permanentes | Religiosos | Religiosos | Parroquias |
| Año                                                                             | Bautizados católicos | Total     | % de católicos | Total      | Clero secular | Clero regular | Bautizados por sacerdote | Diáconos permanentes | Varones    | Mujeres    | Parroquias |
| ------------------------------------------------------------------------------- | -------------------- | --------- | -------------- | ---------- | ------------- | ------------- | ------------------------ | -------------------- | ---------- | ---------- | ---------- |
| 1999                                                                            |                      |           |                | 30         | 28            | 2             |                          |                      | 2          |            | 30         |
| 2000                                                                            |                      |           |                | 30         | 28            | 2             |                          |                      | 2          |            | 30         |
| 2001                                                                            |                      |           |                | 30         | 28            | 2             |                          |                      | 2          |            | 30         |
| 2002                                                                            |                      |           |                | 32         | 30            | 2             |                          |                      | 2          |            | 30         |
| 2003                                                                            |                      |           |                | 30         | 28            | 2             |                          |                      | 2          |            | 30         |
| 2004                                                                            |                      |           |                | 30         | 28            | 2             |                          |                      | 2          |            | 60         |
| 2013                                                                            |                      |           |                | 38         | 38            |               |                          |                      |            |            | 37         |
| 2016                                                                            |                      |           |                | 38         | 37            | 1             |                          |                      | 1          |            | 37         |
| 2019                                                                            |                      |           |                | 40         | 38            | 2             |                          | 2                    | 2          |            | 37         |
| 2021                                                                            |                      |           |                | 39         | 39            |               |                          |                      |            |            | 37         |
| Fuente: Catholic-Hierarchy, que a su vez toma los datos del Anuario Pontificio. |                      |           |                |            |               |               |                          |                      |            |            |            |

## Episcopologio
- José Eduardo Álvarez Ramírez, C.M. † (4 de noviembre de 1968-7 de marzo de 1987 renunció)
- Roberto Joaquín Ramos Umaña † (7 de marzo de 1987-23 de junio de 1993 falleció)
  - Sede vacante (1993-2008)
  - Fernando Sáenz Lacalle (3 de julio de 1993-19 de junio de 1997 renunció) (administrador apostólico)
  - Luis Morao Andreazza, O.F.M. (19 de junio de 1997-12 de noviembre de 2003 nombrado obispo auxiliar de Santa Ana[nota 1]) (administrador apostólico)
  - Fabio Reynaldo Colindres Abarca (12 de noviembre de 2003-2 de febrero de 2008 nombrado ordinario militar) (administrador apostólico)
- Fabio Reynaldo Colindres Abarca (2 de febrero de 2008-7 de diciembre de 2017 nombrado obispo de San Miguel)
  - Sede vacante (2017-2024)
  - Fabio Reynaldo Colindres Abarca (7 de diciembre de 2017-25 de febrero de 2020) (administrador apostólico)
  - Pbro. Francisco Javier Morán Martínez, desde el 25 de febrero de 2020 (administrador diocesano)
- Reinaldo Sorto Martínez, desde el 13 de junio de 2024